# St. Pankratius (Odagsen)

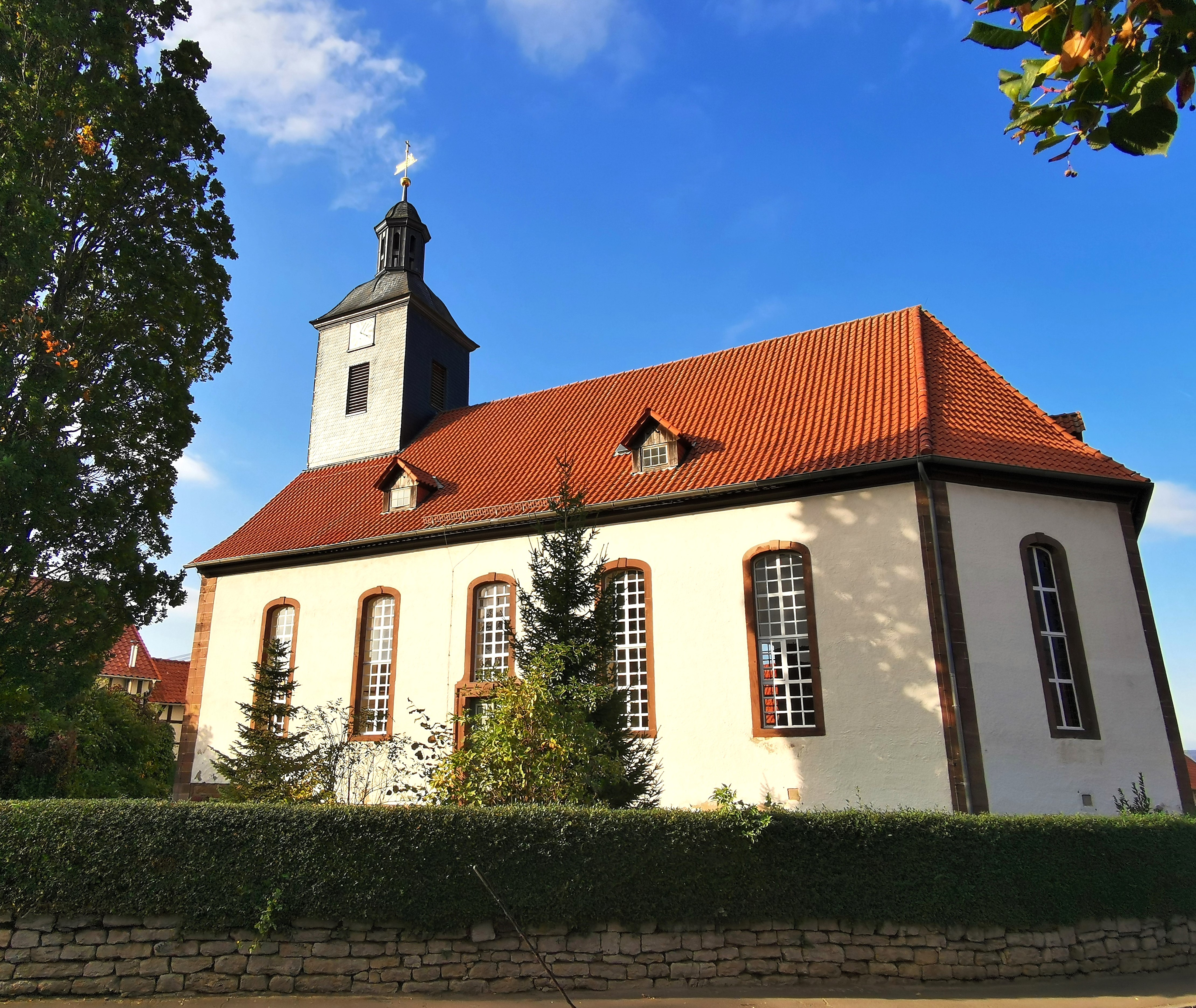
St. Pankratius

Die evangelisch-lutherische denkmalgeschützte Kirche St. Pankratius steht in Odagsen, einem Ortsteil der Stadt Einbeck im Landkreis Northeim von Niedersachsen. Die Kirchengemeinden Odagsen und Iber haben sich zur Kirchengemeinde Iber-Odagsen zusammengeschlossen. Sie gehört zum Kirchenkreis Leine-Solling im Sprengel Hildesheim-Göttingen der Evangelisch-lutherischen Landeskirche Hannovers.

## Beschreibung
Eine steinerne Kirche im romanischen Baustil ersetzte im Jahr 1181 die vorherige hölzerne Kapelle. Die heutige langgestreckte verputzte Saalkirche wurde zwischen 1750 und 1752 erbaut. Der schiefergedeckte Dachturm steht im Westen des Langhauses. Daran schließt sich ein Chor mit dreiseitigem Abschluss an. Die Orgel mit 15 Registern, verteilt auf 2 Manuale und ein Pedal, wurde 1861 vom Orgelbauer Eduard Meyer errichtet. Sie wurde 2017/18 von Martin Hillebrand renoviert. Ein Tympanon aus Sandstein aus dem romanischen Vorgängerbau befand sich noch im 16. Jahrhundert über dem Portal im Westen der Kirche. Zur Kirchenausstattung gehört ein Taufengel aus dem 17. Jahrhundert.